# 慈濟基金會

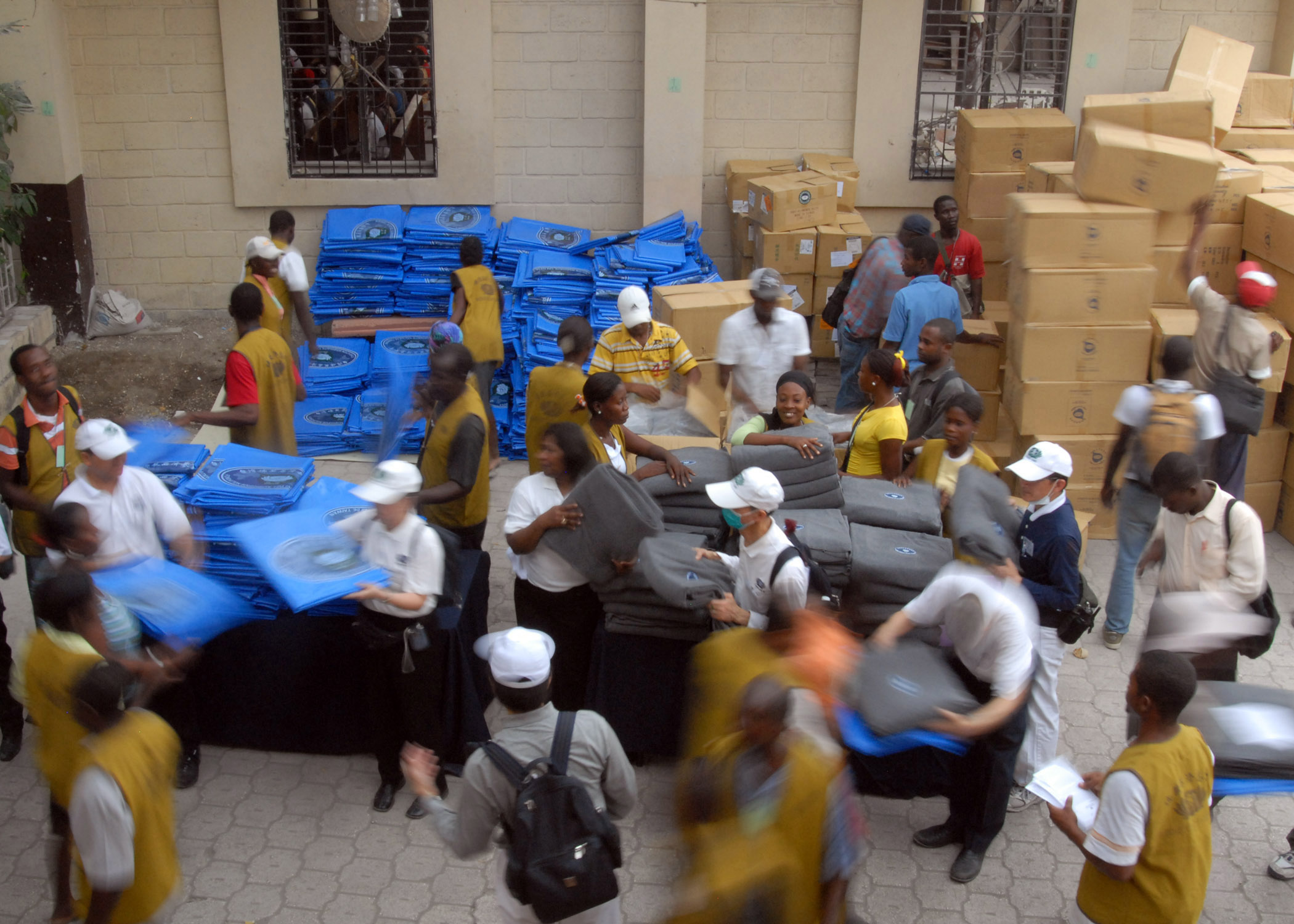
2010年海地地震慈濟向海地災民發放約2,000 條毛毯和防水布

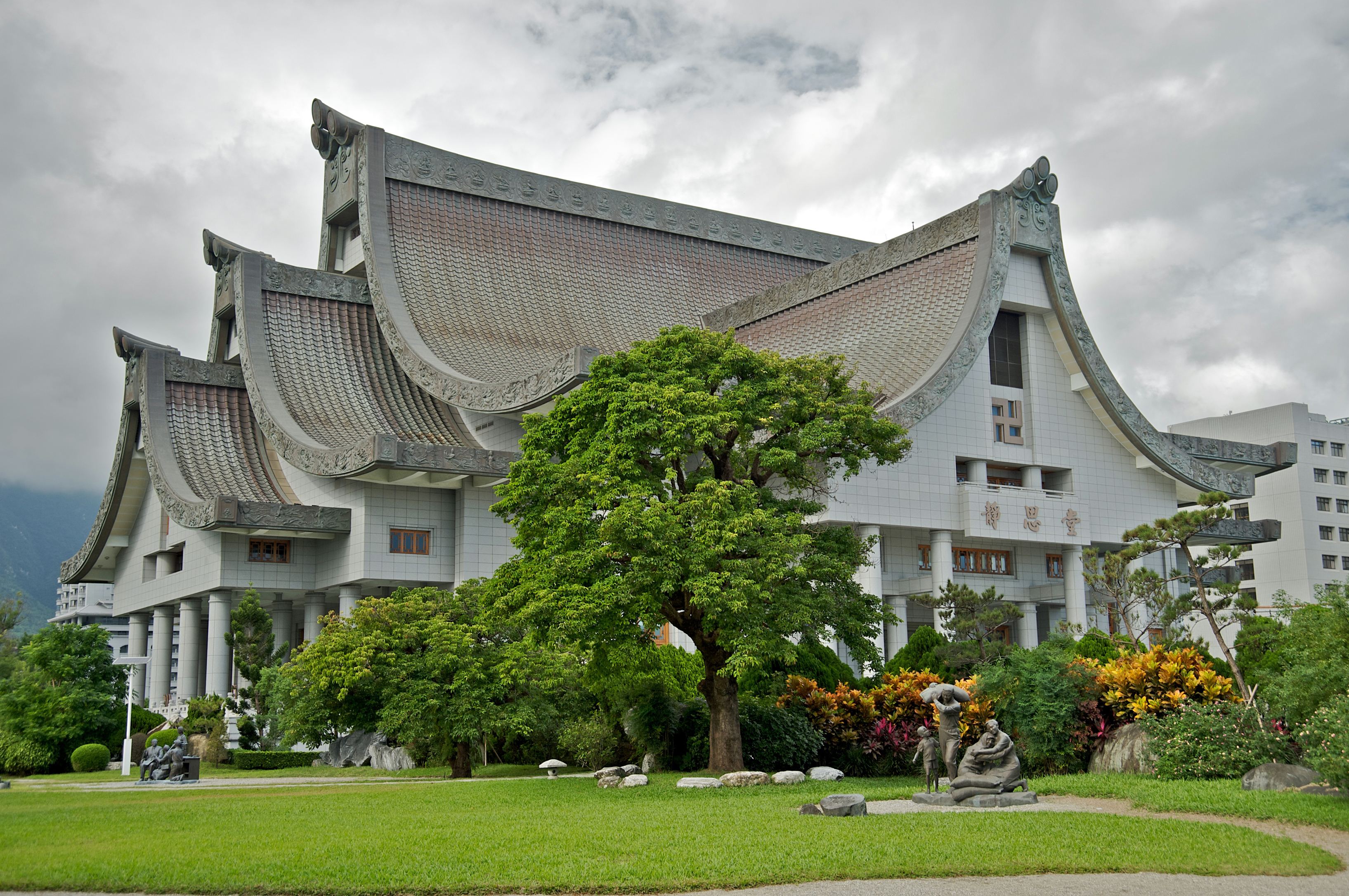
花蓮靜思堂

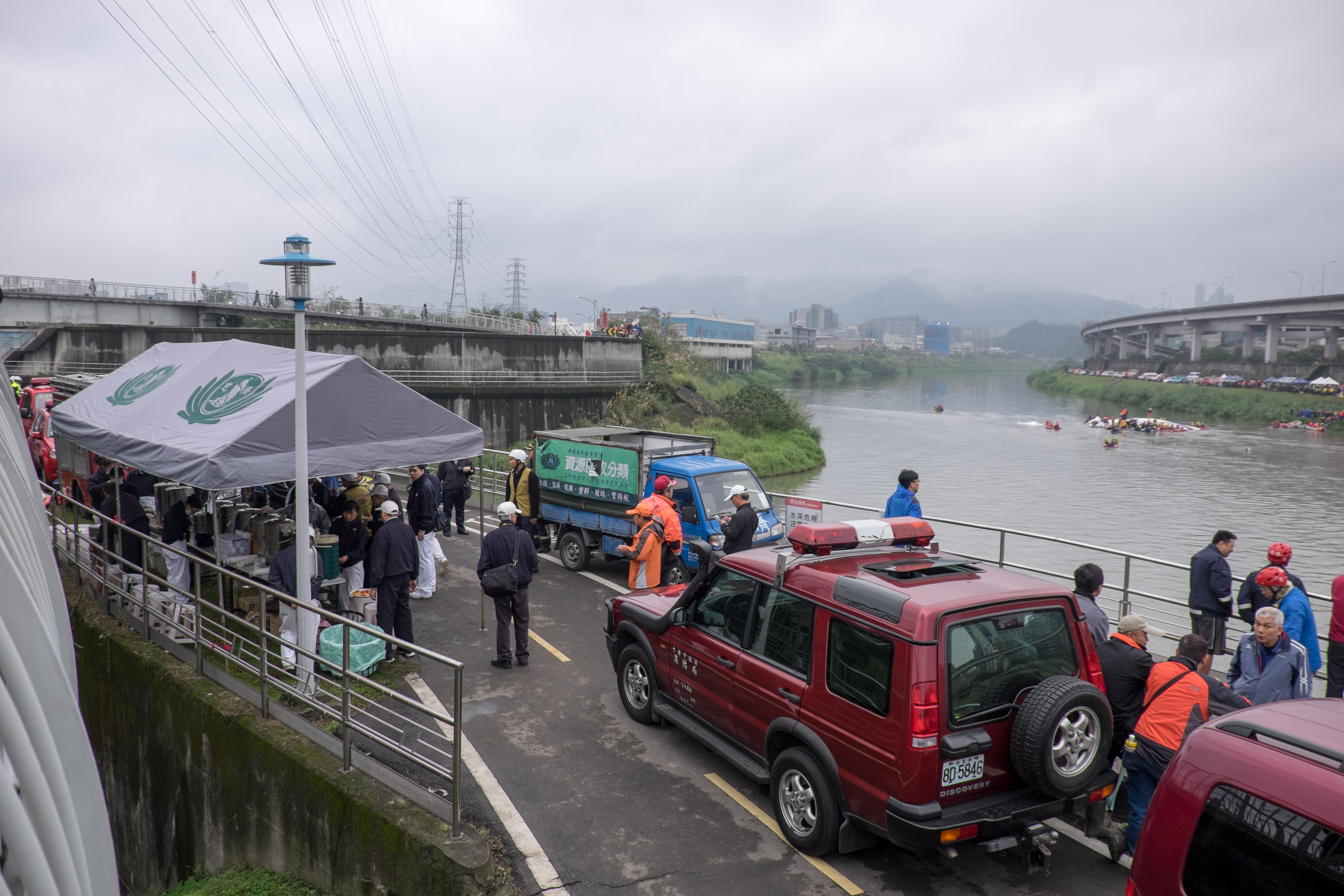
復興航空235號班機空難提供救難人員熱食、熱飲的慈濟志工帳篷

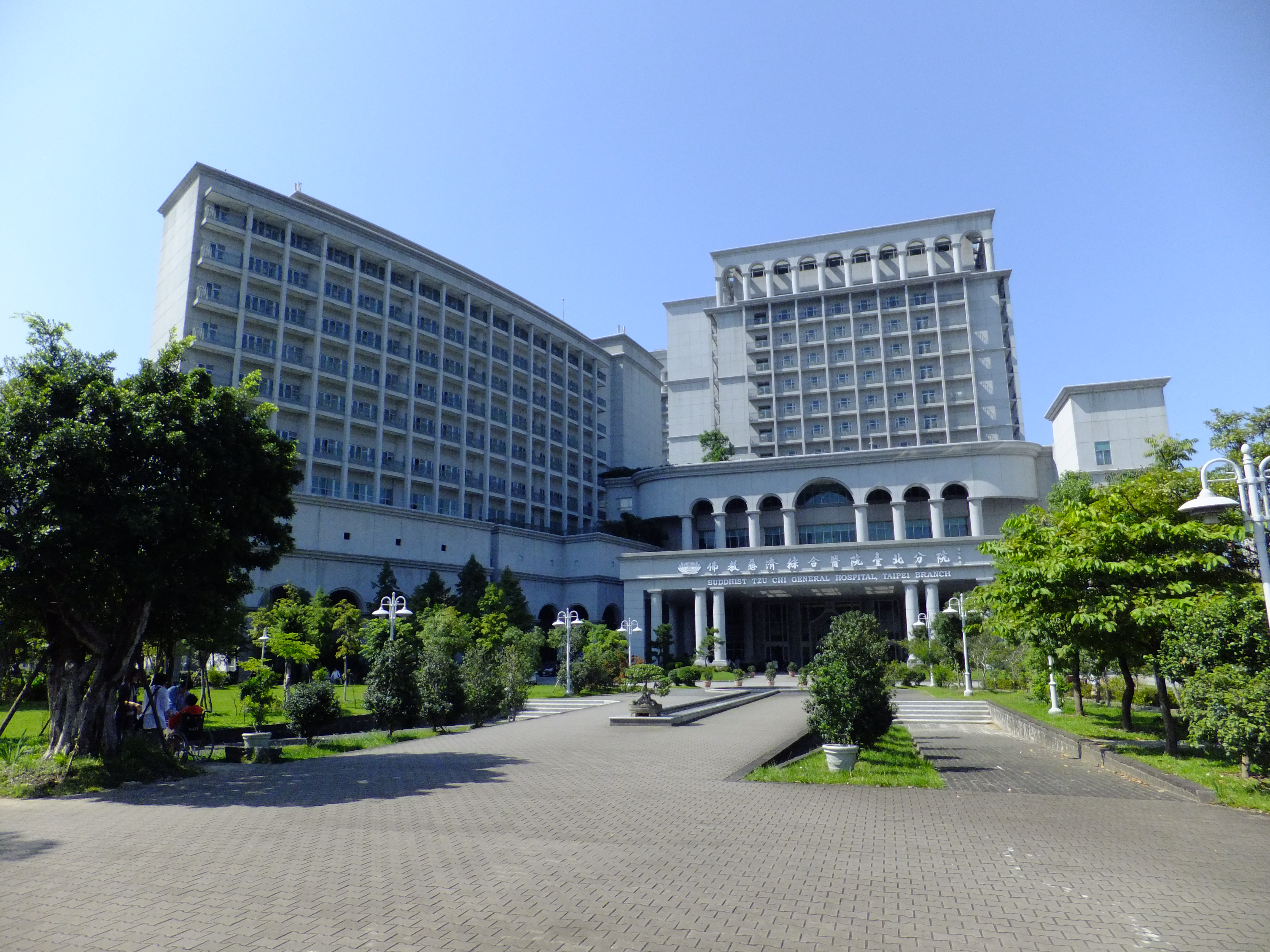
佛教慈濟醫療財團法人臺北慈濟醫院

財團法人中華民國佛教慈濟慈善事業基金會（英語：Tzu Chi Foundation)，於中華民國（臺灣）以外之國家或地區稱作臺灣佛教慈濟基金會（Taiwan Buddhist Tzu-Chi Foundation），簡稱慈濟，為全球性佛教團體，經中華民國內政部社會司（今內政部合作及人民團體司）立案於1980年1月，法人代表為釋證嚴。總部位於臺灣花蓮縣新城鄉的靜思精舍。淨資產在2023年底為1291億。
而慈濟的起源，是由證嚴法師創辦於1966年4月14日的「佛教克難慈濟功德會」，後改稱「慈濟功德會」，名稱来源於「慈悲為懷、濟世救人」，成立初期即開始從事社會救助事業。宗教團體「財團法人佛教慈濟功德會」於2006年登記立案。
時至今日，慈濟已成為一龐大體系，其組成包括宗教、醫院、學校、傳播媒體、多種企業和團體。名列當代台灣佛教四大名山之一，並成為聯合國國際非政府組織的其中慈善團體成員。

## 歷史沿革

### 成立早期（1966年—2006年）
釋證嚴受其師釋印順「人間佛教」時時刻刻「為佛教、為眾生」的觀念影響，將佛教精神人間化、生活化。1966年釋證嚴經歷「一灘血」事件及「三修女」的來訪，成為了推動醫療志業的助力，在花蓮普明寺成立「佛教克難慈濟功德會」。
慈濟初成立時為花蓮當地三十名成員所組成，也有十多名或二十多名等不同說法。工作主要是募款及濟貧，推動「佛法人間化」理想。
1967年7月20日，《慈濟雜誌》創刊。當時「佛教克難慈濟功德會」改稱「佛教慈濟功德會」或者「慈濟功德會」。1968年5月，《慈濟雜誌》改為《慈濟月刊》。
1972年「慈濟貧民施醫義診所」在花蓮市開設。闢設了「醫療站」、「義診」等管道醫療群眾。
1979年5月，釋證嚴在靜思精舍之慈濟委員聯誼月會中，提出了興建佛教慈濟綜合醫院的構想。為了啟建醫院，向台灣省政府社會處申請成立「財團法人台灣省私立佛教慈濟慈善事業基金會」，1980年1月獲立案通過。
1980年10月19日，時任臺灣省主席林洋港拜訪精舍，與釋證嚴會談，並向時任總統蔣經國回報。10月22日蔣經國親臨精舍，並指示花蓮縣府設法協助建院用地問題。後歷經三次換地，兩次動土，終於在1984年4月開始興建。1986年8月17日正式啟業。
1985年11月16日，慈濟第一個廣播節目《慈濟世界》在民本廣播電台開播。1986年9月1日《慈濟道侶半月刊》創刊。
1989年開設「慈濟護理專科學校」，培養東部護理人才。1993年創立慈濟醫學院，並陸續設立幼稚園、小學、中學。2000年慈濟醫學院改名成為慈濟大學。
1990年8月23日，吳尊賢文教公益基金會邀請釋證嚴在新民商工演講，以「多給社會一分關心與愛心」為題。此時住在豐原的楊順苓小姐聽到法師的開示後，隨即在鄰里之間推動「資源回收，贊助慈濟」。同年9月法師公開表揚楊小姐落實環保，慈濟人自此在各地區設立「環保教育站」。
1991年孟加拉水患，慈濟美國分會發起美金「一人一元」的勸募活動，將所募款項透過紅十字會援助孟加拉颶風災民，從此開啟海外救援工作。
同年中國大陸華東、華中水患，慈濟人於發起街頭募款，正式踏入大陸地區。當時的兩岸關係仍屬緊張，此舉讓當時的台灣民眾頗不諒解與諸多批評。釋證嚴認為人道主義應超越於政治現況。該年進入中國援助水患災民時，和大陸領導階層達成一個目的：賑災、二個原則：直接、重點進入災區，深入最無人關懷之處、三個不為：不談政治、不刻意傳教、不搞宣傳、四類物資：溫飽的物質、復耕的物質、衛生的物質、解決居住的問題、五種協助：造名冊、請提供車輛、維持秩序等等。此五點成為日後慈濟國際賑災的原則。
1993年罹患血癌的旅美留學生溫文玲返臺推動非親屬造血幹細胞移植合法化，並拜會證嚴法師，請慈濟協助血液病患，建構臺灣骨髓資料庫，同年五月，立法院通過了「人體器官移植條例」修正案，廢除骨髓捐贈限於三等親內的限制。而後衛生署召開「骨髓捐贈資料庫」專案會議，委由慈濟承擔臺灣骨髓資料庫之建立與運作。同年10月，「慈濟基金會骨髓捐贈資料中心」成立於花蓮慈濟醫院。配對捐贈地區包含中國大陸及其他國家。
1996年席捲台灣，造成臺灣重大災情，慈濟志工投入災區急難救助工作。
1998年1月1日，大愛電視台在公共電視文化事業基金會總部開播。1999年租用中國電視公司第二大樓作為總部，同年10月10日透過衛星轉播。
1998年籌設臍帶血庫，因容量限制，於2008年11月已停止收集。2002年臍帶血庫更名「慈濟骨髓幹細胞中心」。
1999年921大地震發生，慈濟志工投入災區急難救助工作。
2003年11月，慈濟國際人道援助會成立。12月26日，伊朗東南部古城巴末（Bam）遭受強震，慈濟展開賑災。
2005年1月1日，位於慈濟關渡園區的慈濟人文志業中心啟用，大愛電視遷入。大愛衛星無線廣播機構有限公司改制為慈濟傳播文化志業基金會。其後慈濟傳播文化志業基金會改名為慈濟傳播人文志業基金會。
2006年，宗教團體「財團法人佛教慈濟功德會」登記立案。

### 國際人間組織（2007年迄今）
釋證嚴認為「慈善是人類希望、醫療是生命希望、教育是社會希望、人文是心靈希望」。釋證嚴口中的「八大腳印」，實為八種「妙法」，在2007年改名為「八大法印」。
2008年，大愛感恩科技成立，由慈濟環保志工回收寶特瓶抽絲製造成紗。
2016年，第十五屆國際佛教傑出女性獎首度跨海在台灣頒發，並於3月8日於花蓮慈濟靜思堂舉行。

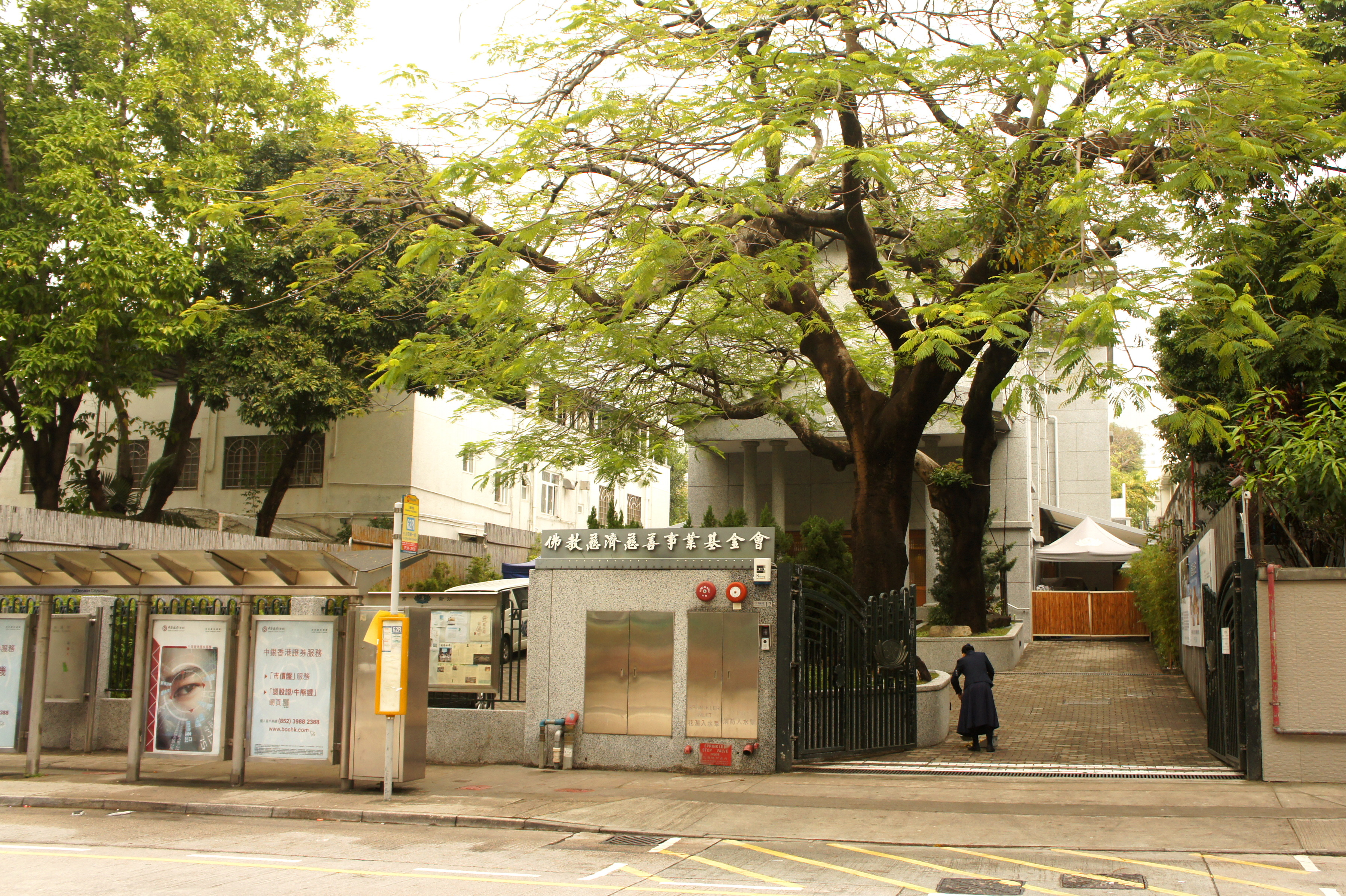
位於香港九龍塘沙福道12號的佛教慈濟慈善事業基金會靜思堂
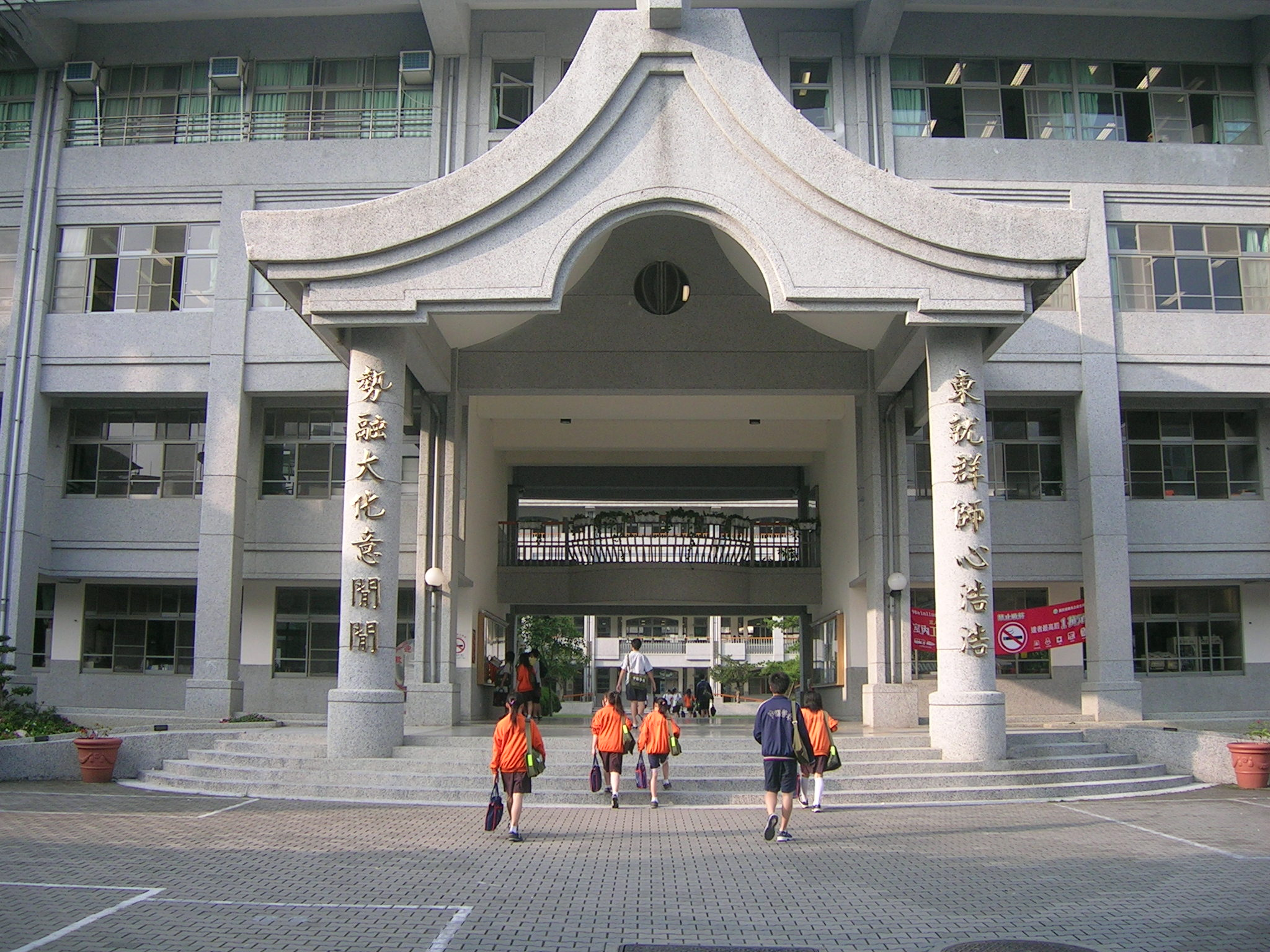
921大地震災後經慈濟認養重建的東勢國中
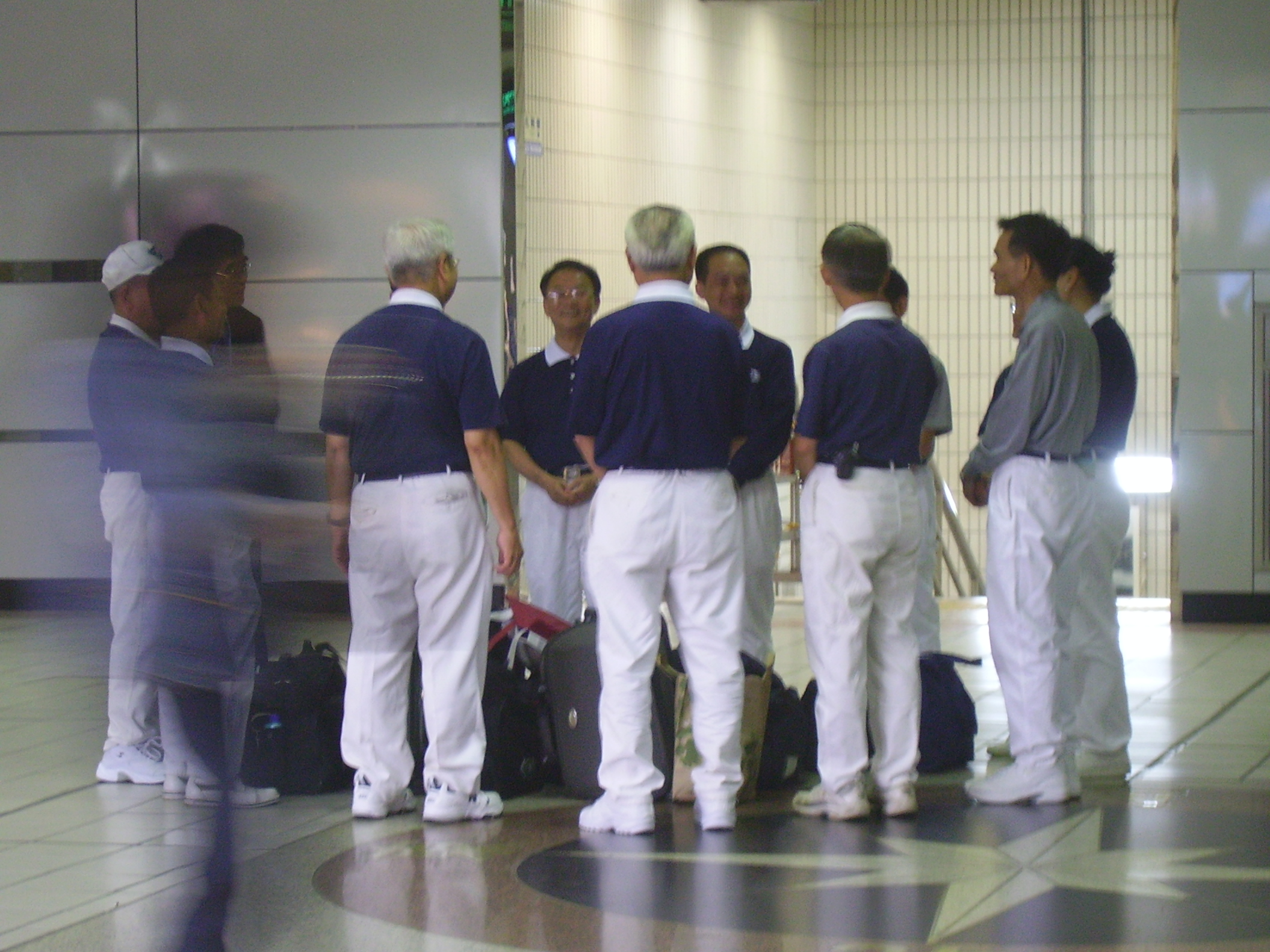
穿著制服準備進行服務的慈濟人
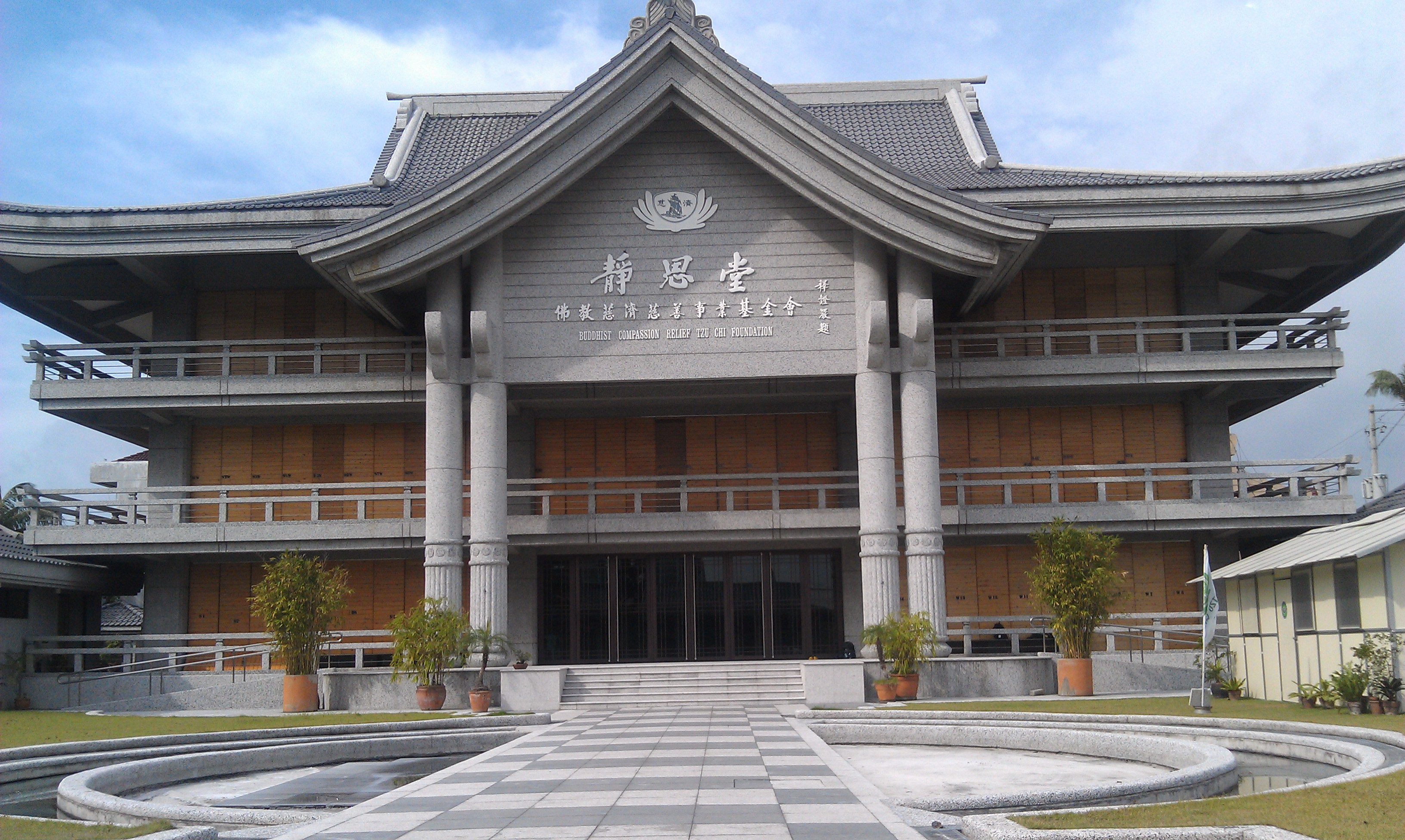
慈濟菲律賓分會靜思堂

## 體系
慈濟基金會的體系主要以財團法人中華民國佛教慈濟慈善事業基金會為主、以慈濟四大志業為宗旨所設立、分支出的法人、企業及團體。

### 法人
| - 財團法人佛教慈濟功德會 - 財團法人中華民國佛教慈濟慈善事業基金會 - 慈濟長照推展中心 - 佛教慈濟醫療財團法人 - 玉里慈濟醫院 - 花蓮慈濟醫院 - 關山慈濟醫院 - 大林慈濟醫院 - 斗六慈濟醫院 - 臺北慈濟醫院 - 臺中慈濟醫院 - 嘉義慈濟診所 - 三義慈濟中醫醫院 | - 慈濟學校財團法人 - 慈濟大學 - 慈濟大學附屬高級中學 - 附設國中部、國小部、幼兒園 - 臺南市私立慈濟高級中學 - 附設國中部、國小部、幼兒園 - 財團法人中華民國佛教慈濟慈善事業基金會附設 - 花蓮大愛幼兒園 - 臺北大愛幼兒園 - 臺中大愛幼兒園 - 大林大愛幼兒園 - 臺南大愛幼兒園 - 高雄大愛幼兒園 - 財團法人志玄文教基金會—志玄終身學習教育中心 - 台北中心、台北東區中心、關渡中心、中正中心 - 萬華中心、三重中心、蘆洲中心、板橋中心 - 桃園中心、新竹中心、台中中心、清水中心 - 豐原中心、大里中心、彰化中心、雲林中心 - 嘉義中心、臺南中心、高雄中心、鳳山中心 - 印證教育基金會 - 海外 - 泰國清邁慈濟學校 - 小學、中學 - 印尼慈濟中小學(含小學、中學、高職) - 印尼慈濟大學(籌設中) - 馬來西亞慈濟國際學校 - 馬來西亞各地幼兒園(九所) - 檳城、峇六拜、高淵、北海、吉隆坡甲洞、吉隆坡班丹英達、馬六甲、新山，淡邊 - 美國慈濟大愛小學 - 新加坡慈濟大愛幼教中心 - 財團法人慈濟傳播人文志業基金會 - 經典雜誌 - 慈濟月刊 - 大愛電視 - 慈濟道侶叢書 - 大愛網路電臺 |

### 企業
- 互愛人文志業股份有限公司(慈濟衣坊間)
- 協力志業股份有限公司(靜思精舍協力廠)
- 靜思人文志業股份有限公司(靜思書軒)
- 大愛感恩科技股份有限公司
- 淨斯人間科技股份有限公司

### 團體
| - 慈濟委員 - 慈誠隊 - 慈濟警察消防暨眷屬聯誼會 - 慈濟榮譽董事 - 慈友會 - 國際慈濟人道援助會 - 慈濟外語隊 - 慈濟藝人聯誼會 - 國際慈濟人醫會 - 骨髓捐贈關懷小組 - 慈濟醫院醫療志工 | - 慈濟教師聯誼會 - 慈誠懿德 - 慈濟大專青年聯誼會 - 慈濟青少年籃球家族聯誼會 - 慈濟大愛媽媽 - 慈幼、慈少 - 慈濟兒童精進班 - 慈濟兒童親子成長班 - 慈濟青少年成長班 - 人文真善美志工 - 慈濟書畫聯誼會 - 靜思書軒小志工 - 靜思鼓隊 - 慈濟環保志工 |

## 會徽識別
- 會徽以蓮花作為整體意象發想，其「花果並生」是指：在慈濟團體中時時下種、開花，日日開花結果。

### 標誌意涵
- 法船代表「慈航普渡」。
- 八瓣花瓣則代表慈濟人時時依八正道而行，即正見、正思惟、正語、正業、正命、正精進、正念、正定，八種盡離邪非法之正法。

## 成員名單
- 慈濟基金會在美國有19所人文學校及5所人文班；在馬來西亞有大愛兒童教育中心；在泰國設有清邁慈濟學校。
- 馬來西亞也有洗腎中心及診所。
- 該組織成員中包括臺灣各縣市、新加坡、中國大陸、阿布哈兹等多個國家及地區設有分會、聯絡處及會所。[21]。
- 慈濟 藝聯會

### 現任會員組織
截至2016年，慈濟基金會已於55個國家與地區設有分會，其中丹麥於2016年撤銷，表列如下：
| 亞洲（20國與地區） | 美洲（18國與地區） | 歐洲（7國）                                        | 非洲（8國）                                          | 大洋洲（2國） |
| --- | --- | -------------------------------------------------- | ---------------------------------------------------- | ------------- |
| - 臺灣 - 中国大陆 - 香港 - 日本 - 新加坡 - 马来西亚 - 菲律賓 - 越南 - 印度尼西亞 - 印度 - 柬埔寨 - 斯里蘭卡 - 泰國 - 緬甸 - 土耳其 - 约旦 - 以色列 - 尼泊尔 | - 美国 - 加拿大 - 墨西哥 - 巴西 - 海地 - 巴拉圭 - 阿根廷 - 玻利维亚 - 薩爾瓦多 - 智利 - 荷屬聖馬丁 - 尼加拉瓜 - 委內瑞拉 | - 奥地利 - 英国 - 法國 - 德国 - 荷蘭 - 挪威 - 瑞典 | - 辛巴威 - 南非共和國 - 莫桑比克 - 賴索托 - 纳米比亚 | - 新西兰      |

#### 日本
2011年3月起，參與援助賑濟東日本大震災。

#### 约旦
2012年起，慈濟約旦分會展開急難救助；今年二月起定期關懷北部扎爾卡（Zarqa）都利爾（Dulyl）醫院，及三間重傷患收容中心患者，並且照料首都安曼等地的敘利亞難民。

## 慈濟團體成員
- 慈濟委員：慈濟委員、慈誠隊可謂慈濟團體推展運作的骨幹，工作內容有日常醫療志工、訪貧、賑災、資源回收、往生助念等。早期慈濟委員的組織模式，係以各個慈濟委員透過人脈，推展理念，介紹慈濟，傳播慈濟刊物。並透過收取功德金，吸引許多會員參與。捐獻超過一百萬新台幣者，可以成為慈濟榮譽董事。
- 慈誠隊：1989年慈濟護專開學，男性居士配合慶祝開學活動的秩序維護工作，稱為「保全組」，1990年正式命名為「慈誠隊」。成員皆為男眾。
- 慈濟警察消防暨眷屬聯誼會：於1994年慈濟志工發起，關心警察、交通、消防、保安等工作人員及其眷屬的身心問題，也帶領他們參與志工服務。
- 國際慈濟人醫會（TIMA）：目前在全球多個國家，設有據點，服務項目包含醫院、洗腎中心、義診中心等功能。
- 慈濟教師聯誼會
- 榮譽董事：簡稱「榮董」，擔任條件為一年內捐款滿新臺幣一百萬元者。
- 慈誠懿德會：在1989年慈濟護專創校的同時也由慈濟女眾委員組成「懿德母姊會」，負責協助輔導學生生活禮儀、道德倫理、給予他們心理和情緒上的關懷與傾聽。之後伴隨著學校改制，因應男同學的增加，改名為「慈誠懿德會」。
- 慈濟大專青年聯誼會：由來自於全球各大專院校學生所組成。

## 爭議

### 屏東長治永久屋命名爭議
八八風災後，慈濟協助建立屏東縣長治永久屋，安置霧台鄉四個村落與三地門鄉兩個村。然而，慈濟在未和村民溝通的情況下，在入口處設立刻有「屏東長治慈濟大愛園區」字樣的巨石。村民認為自己文化面貌與信仰體系未受尊重，氣得要上街頭抗議及辦公投，要求移除。

### 內湖保護區開發
2014年6月24日，臺灣有「內湖區保護聯盟」等組織或成員對慈濟許多活動提出嚴厲批評。其中，以內湖保護區開發爭議最受矚目。對此，副總執行長林碧玉表示證嚴法師感到相當傷心，並強調慈濟在經歷各界的指教和期待後，他們願意扮演領頭羊，帶領慈善團體一起公開透明善款。

### 宇宙大覺者

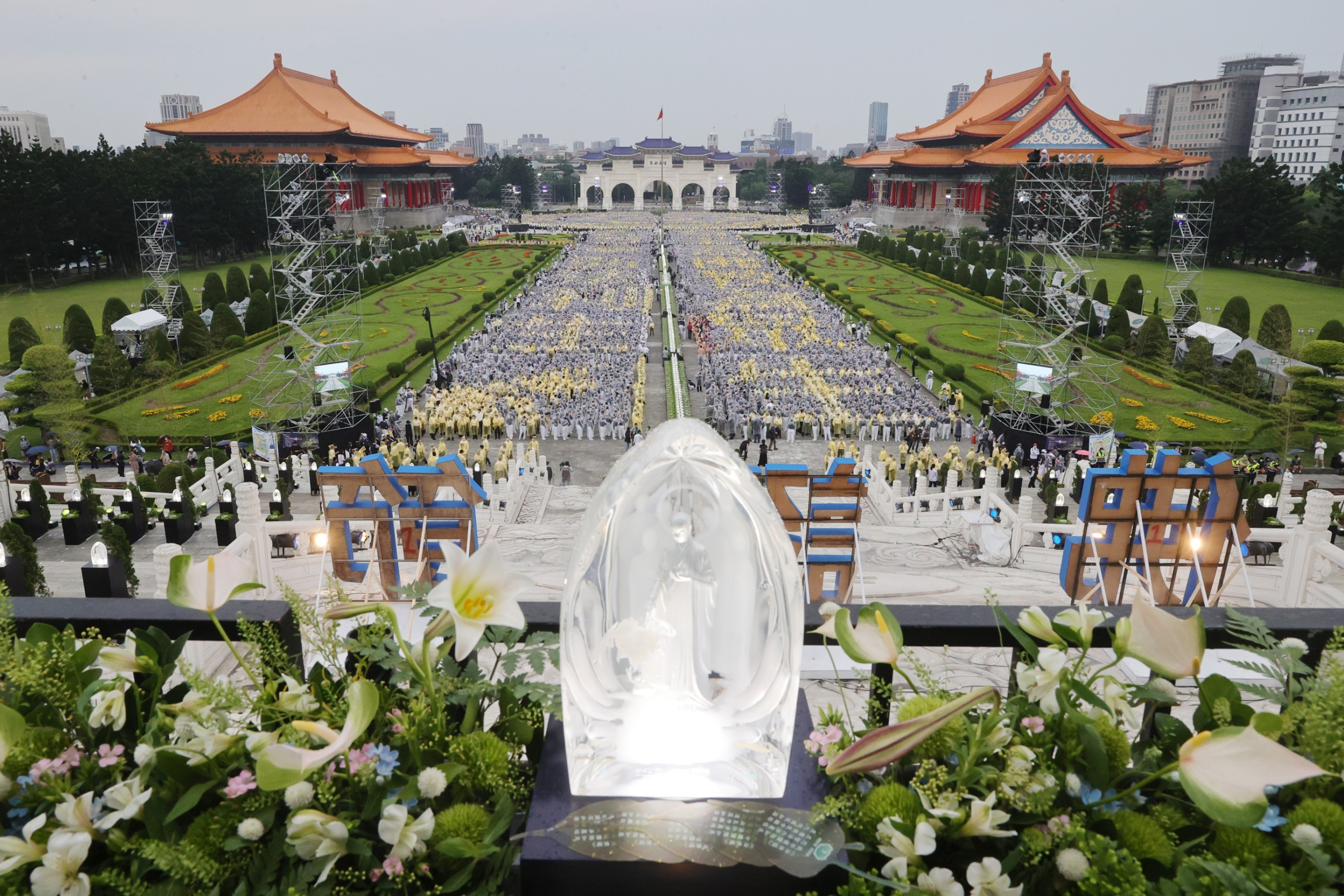
慈濟基金會於自由廣場佛誕節儀式上的「宇宙大覺者」雕像

「宇宙大覺者」是慈濟基金會販售的「類水晶」雕像，在2015年初在有關慈濟基金會的爭議出現後不久，宇宙大覺者雕像的造型及價格也被提出討論，部份人士認為該雕像形象因類似證嚴，是要把證嚴神化。而慈濟委員並在公益交流網站釋疑：「有不少人都認為慈濟的佛像是上人的像，但是並不是喔！那是釋迦牟尼、宇宙大覺者的法像。」另外，雕像最大尺寸（高65公分）的一尊雕像要價新台幣33萬元，亦被質疑斂財。對此，法藍瓷（FRANZ）總裁陳立恆則發出公開信表示：「晶雕的製程必須使用到航太等級之設備，且要在無塵室內方能進行製成，並其原料十分昂貴，又涉及許多高科技與工藝結合的謀合環節」、「當然，價錢曾經是一個問題，但『晶雕』從專利、原料、設備、製作的過程就是這麼『高貴』」、「這不只是一尊雕像，它是從材質、創意、生產、市場到信仰所串起的一條價值鏈，藝術價值本身見仁見智，也無法以金錢衡量」。
慈濟基金會對「宇宙大覺者」相關聲明：
- 佛陀沒有留下確切的畫像，歷代以來，佛的形象隨著時代與地域的不同而有差異，但都在傳達佛陀慈悲與智慧的精神。[35]
- 「宇宙大覺者」為透明無色「類水晶」LUCITE（壓克力）[36]，象徵佛陀的清淨無染。原料採用美國杜邦的發明，類水晶「晶雕」表現出佛陀（後稱之為宇宙大覺者）身後疊影重重的無數分身佛，代表「十方諸佛、佛佛道同、生生不息、後有來者」的意涵。[37]
- 「宇宙大覺者」不是神像，是聖者的精神表徵。[38]
- 浴佛節沒有任何佛像費用支出，皆為慈濟志工家中的宇宙大覺者借給大會使用。[39]

### 花蓮靜思精舍違建就地合法
花蓮的慈濟靜思精舍裡頭有座佔地958坪、佔用農牧用地的大違建，曾在2007年時被檢舉，花蓮縣政府以違反《建築法》以及《區域計畫法》為由開罰55萬元，但在開罰的同一天，取得補發建照。另外，環評是在違法興建了70%的工程進度後才補做。外界質疑，慈濟在過程中是否運用了關係，讓大違建就地合法。

### 投資軍火商、石油公司、菸草商
2015年，慈濟美國分會曾購買波音、雷神、通用動力、諾斯洛普·格拉曼等軍火商，英國石油、康菲石油、雪佛龍石油、艾克森美孚等石油公司，奧馳亞、雷諾菸草等菸草商，以及基改公司孟山都、血汗企業沃爾瑪的股票，與慈濟強調的和平、環保、有機等理念相牴觸。同時也被質疑捐款流向不明。

### 善款帳目不透明
2015年，慈濟被質疑帳目不透明，善款用到哪都不知道。每年收支近百億，但財報只有不到一頁，收支細項僅10多項，而且沒有會計師簽證。3月20日，慈濟宣布民眾手上有慈濟會員編號就可以查詢捐款流向，但實測結果還是有查不到的情形。3月25日，慈濟公布日本311強震後，賑災專款執行狀況，結果官網公布的報告只有一頁，沒有細項。

### 善款用途爭議
2015年，慈濟官網的22億日本311專款用途報告只有一頁，而在衛福部網站上傳的明細卻多達12頁，內容包羅萬象，比方說：慈濟人的勞保退休金、三節獎金、沖洗照片的錢；花了64萬5千塊購買3000個存有日文版慈濟歌曲的隨身碟，說是要撫慰災民；另外還有墊付給魏應充的點心費59萬6722元，被質疑善款沒有用在刀口上，引發爭議。另外，慈濟還使用善心捐款購買自家產品，像是香積飯、一口餅、還有薏仁粉，光是購買慈濟食品就花了890多萬，其它還有自家出版的《走過311》1105套共28萬，被質疑是圖利自己、假公濟私。

### 回收站佔用道路、竊電
2015年，慈濟在台北市延平北路的回收站被議員童仲彥發現私設鐵門、長期佔用道路，監視器和探照燈偷接公家用電。

### 壁畫侵權
慈濟基金會曾邀請畫家李健儀為大林慈濟醫院創作大型壁畫，李健儀向慈濟提出設計圖，後來慈濟以「經費不足」為由終止合作，但醫院完工後，該牆面出現了和李的設計圖極為相似的作品，由其他畫家完成。2025年1月，作家苦苓揭露此事，畫家李健儀提出原始設計圖，間接證實自己遭受侵權。面對指控，慈濟表示，李健儀確實為原創者，他們是找其他畫家「接續臨摹創作」，會在壁畫前標示原作者身分。李健儀則回應，慈濟的聲明是遲來的正義和尊重。然而，不銷毀贗品的作法仍引發家屬不滿。

### 其他
慈濟尚有其他爭議如在八八風災後協助重建永久屋時，因村民堅持自主性重建，希望在家屋設計上由居民有更多參與，請慈濟只負責建蓋家屋，並對永久屋提出建議，而產生融合問題等。

## 宗旨精神
慈濟是以「慈、悲、喜、捨」之心，起救苦救難之行，予樂拔苦；秉持「誠、正、信、實」之精神，事理圓融之智慧，力邀天下善士，同耕一方福田；勤植萬蕊心蓮，同造愛的社會。祈願人心淨化、社會祥和、天下無災無難。

### 結合儒家精神
慈濟受儒家影響，提倡家庭倫理。

### 慈濟十戒
| “ | 一、不殺生 二、不偷盜 三、不邪淫 四、不妄語 五、不飲酒 六、不抽煙、不吸毒、不嚼檳榔 七、不賭博、不投機取巧 八、孝順父母、調和聲色 九、遵守交通規則 十、不參與政治活動、示威遊行 | ” |

### 提倡素食
釋證嚴推動「齋戒」 ，並認為「齋就是素食、不殺生，可清淨身心，常起慈悲心念，同時斷絕心中貪瞋等惡念；戒是持戒、防非止惡的盾牌」。

## 外部連結
- 海外各分會網站
- 慈濟資訊網 （页面存档备份，存于）
- 慈濟入口網站 （页面存档备份，存于）
- 慈濟基金會 Facebook粉專 （页面存档备份，存于）
- 慈濟基金會 YouTube頻道 （页面存档备份，存于）
- 慈濟基金會 Instagram社群 （页面存档备份，存于）
- 慈濟基金會 Line社群 （页面存档备份，存于）